# سيزار باولو
سيزار باولو هو لاعب كرة الصالات ‏ ولاعب كرة قدم برازيلي، ولد في 15 يناير 1979 في برازيليا في البرازيل. شارك مع منتخب البرازيل لكرة الصالات. أما مع النوادي، فقد لعب مع FS Baix Maestrat ‏.